# 秘鲁壮绵鳚
秘鲁壮绵鳚（學名：Pachycara nazca），為輻鰭魚綱鱸形目绵鳚亞目绵鳚科的其中一種，分布於西南太平洋區的秘魯海域，屬底棲性魚類，棲息深度可達4107公尺。

## 扩展阅读
維基物種上的相關：秘鲁壮绵鳚